# Channel Orange
Channel Orange (estilizado como channel ORANGE) é o álbum de estreia do cantor norte-americano Frank Ocean, lançado em 17 de Julho de 2012.

## Antecedentes
O álbum é precedido pela mixtape Nostalgia, Ultra. Ocean inicialmente tinha se frustrado com a gravadora Def Jam, por ter falhado ao lançar Nostalgia, Ultra e as tensões acirraram-se depois que Ocean disponibilizou o álbum de forma gratuita na internet, em Fevereiro de 2012. Apesar de tudo, os laços foram refeitos, e a data de lançamento foi estabelecida para a primavera norte-americana de 2012.
Comentando sobre o álbum, Ocean declarou: "Ele sucintamente me define como um artista, onde estou agora e onde eu almejo estar. É sobre as histórias. Se eu escreve quatorze histórias que eu amo, o próximo passo é criar um ambiente musical ao redor que melhor envelope a história e todos os tipos de dádivas sônicas."

## Lançamento e promoção
No dia oito de junho de 2012, Ocean lançou um trailer, dirigido por Nabil Elderkin, anunciando Channel ORANGE, apesar de dar poucas informações sobre o que se tratava. Um pouco mais tarde, no mesmo dia, Ocean anunciou uma turnê, chamada Channel Orange Tour, que coincidirá com o lançamento do albúm e que também seria a estréia de uma nova música chamada "Pyramids". Ocean anunciou o lançamento do albúm no dia nove de junho de 2012, com um post em seu tumblr pessoal.

## Faixas
| Tracklist |                                                                   | |         |  |
| N.º       | Título                                                            | Compositor(es)                                                                                           | Duração |  |
| 1.        | "Start"                                                           | Christopher Breaux, James Ryan Ho                                                                        | 0:46    |  |
| 2.        | "Thinkin Bout You"                                                | Breaux, Shea Taylor                                                                                      | 3:20    |  |
| 3.        | "Fertilizer"                                                      | James Fauntleroy, Reginal Perry                                                                          | 0:39    |  |
| 4.        | "Sierra Leone"                                                    | Breaux, Ho                                                                                               | 2:28    |  |
| 5.        | "Sweet Life"                                                      | Breaux, Pharrell Williams                                                                                | 4:22    |  |
| 6.        | "Not Just Money"                                                  | Rosie Watson                                                                                             | 0:59    |  |
| 7.        | "Super Rich Kids" (featuring Earl Sweatshirt)                     | Breaux, Roy Hammond, Ho, Thebe Kgositsile, Mark Morales, Kirk Robinson, Nat Robinson Jr., Mark C. Rooney | 5:04    |  |
| 8.        | "Pilot Jones"                                                     | Breaux, Taylor                                                                                           | 3:04    |  |
| 9.        | "Crack Rock"                                                      | Breaux, Ho                                                                                               | 3:44    |  |
| 10.       | "Pyramids"                                                        | Breaux, Ho                                                                                               | 9:52    |  |
| 11.       | "Lost"                                                            | Breaux, Ho, Micah Otano                                                                                  | 3:54    |  |
| 12.       | "White" (featuring John Mayer)                                    | Breaux, Tyler Okonma                                                                                     | 1:16    |  |
| 13.       | "Monks"                                                           | Breaux, Ho                                                                                               | 3:20    |  |
| 14.       | "Bad Religion"                                                    | Breaux, Monte Neuble                                                                                     | 2:55    |  |
| 15.       | "Pink Matter" (featuring Andre 3000)                              | André Benjamin, Breaux, Ho                                                                               | 4:28    |  |
| 16.       | "Forrest Gump"                                                    | Breaux, Ho                                                                                               | 3:14    |  |
| 17.       | "End / Golden Girl" (Hidden Track - featuring Tyler, The Creator) | Breaux, Ho, Okonma                                                                                       | 8:43    |  |

Notas
- "Super Rich Kids" contém uma interpolação de "Real Love, escrita por Mark Morales, Mark C. Rooney, Kirk Robinson, Nat Robinson Jr. e Roy Hammond.
- "Lost" contém diálogo do filme Fear and Loathing in Las Vegas.
- "Pink Matter" contém um clipe-áudio de The Last Dragon.
- "Golden Girl" inicia à 3:44;[9] Foi excluída do lançamento digital no iTunes.[10]

## Posições nas paradas
| Tabela (2012)                                     | Melhor posição |
| ------------------------------------------------- | -------------- |
| Austrália - Australian Albums Chart               | 18             |
| Bélgica - Belgian Albums Chart (Flanders)         | 18             |
| Bélgica - Belgian Albums Chart (Wallonia)         | 94             |
| Canadá - Canadian Albums Chart                    | 3              |
| Dinamarca - Danish Albums Chart                   | 2              |
| Países Baixos - Dutch Albums Chart                | 13             |
| França - French Albums Chart                      | 91             |
| Alemanha - German Albums Chart                    | 28             |
| Irlanda - Irish Albums Chart                      | 14             |
| Nova Zelândia - New Zealand Albums Chart          | 15             |
| Noruega - Norwegian Albums Chart                  | 1              |
| Escócia - Scottish Albums Chart                   | 28             |
| Suécia - Swedish Albums Chart                     | 35             |
| Suíça - Swiss Albums Chart                        | 20             |
| Reino Unido - UK Albums Chart                     | 2              |
| Reino Unido - UK R&B Albums                       | 1              |
| Estados Unidos - Billboard 200                    | 2              |
| Estados Unidos - Billboard Top R&B/Hip-Hop Albums | 1              |